# Babička gora
Pour les articles homonymes, voir Babicka.
La Babička gora (en serbe cyrillique : Бабичка гора) est une montagne du sud-est de la Serbie. Elle culmine à 1 059 m et fait partie des Rhodopes serbes, un prolongement occidental des Rhodopes.

## Géographie
La Babička gora est située au sud de Niš, au nord de Leskovac et à l'est de Prokuplje. Elle est entourée par les monts Suva planina au nord et au nord-est, par la Južna Morava et, au-delà, par la dépression de la Pusta reka à l'ouest, par celle de Leskovac au sud et par le mont Kruševica à l'est.

## Géologie
La Babička gora est principalement constituée de schiste.